# Luis Caputo
Luis Andrés Caputo (Buenos Aires, 21 de abril de 1965) é um economista argentino, atual Ministro da Economia da Argentina. e foi Presidente do Banco Central da República Argentina .
Surpreendentemente, em meio a uma negociação com o Fundo Monetário Internacional e políticas internas, apresentou sua renúncia ao cargo de chefe do banco central e foi substituído pelo secretário de Política Econômica do Ministério do Tesouro, Guido Sandleris.
Caputo é classificado como pragmático, com reflexos para reagir aos movimentos do mercado e será lembrado como o fazedor de financiamentos durante o gradualismo.

## Infância e educação
Caputo completou seus estudos primários e secundários no católico e bilíngue La Salle College. Graduou-se em Economia pela Universidade de Buenos Aires.
Seu primo, Nicolás Caputo, é empresário da construção civil próximo a Mauricio Macri.

## Vida acadêmica
Foi Professor de Economia e Finanças no curso de pós-graduação da Pontifícia Universidade Católica da Argentina.

## Politica
Em 2017, foi nomeado Ministro da Economia da Argentina pelo presidente Mauricio Macri. Em seu mandato, Caputo enfrentou a crise econômica argentina de 2018-2019, que culminou em sua substituição por Martín Guzmán em 2019.
Em 2023, Caputo foi novamente nomeado Ministro da Economia da Argentina pelo presidente Javier Milei que tomou posse no dia 10 de dezembro de 2023,junto com todos os ministros do governo.

## Setor financeiro
Caputo atuou como Chefe de Negociação para a América Latina no JP Morgan entre 1994 e 1998, e ocupou o mesmo cargo para a Europa Oriental e América Latina no Deutsche Bank entre 1998 e 2003.
Desse ano até 2008 foi presidente da sucursal argentina do Deutsche Bank.